# Фінкель Борис Аркадійович
Борис Аркадійович Фінкель (нар. 2 лютого 1968, Чернівці, УРСР) — колишній український футболіст, нападник, гравець національної збірної України. Більшу частину кар'єри провів у «Буковині» (Чернівці), також виступав за «Дніпро» (Дніпропетровськ) та «Ниву» (Вінниця). Один з рекордсменів чернівецької «Буковини» за кількістю забитих голів в український період (протягом 24-х років був найкращим за цим показником, поки у вересні 2023 року його не перевершив Василь Палагнюк), також досі є найрезультативнішим гравцем «буковинців» у вищому дивізіоні України.

## Ігрова кар'єра
Виступи на професійному рівні розпочав у рідній «Буковині» у 18-річному віці. Протягом кар'єри виступав за різні команди, однак через рік-інший повертався до рідного клубу, де не раз ставав кращим бомбардиром команди. Є першим гравцем чернівецького клубу, який провів 100 офіційних матчів в період незалежності України, також — рекордсменом «Буковини» за кількістю голів та матчів у вищій лізі України.
У сезоні 1994/95 грав за дніпропетровське «Дніпро» — у тому сезоні разом із командою дійшов до фінальної стадії національного кубка, де у серії післяматчевих пенальті не реалізував свій удар і команда зазнала поразки від донецького «Шахтаря», проте в чемпіонаті команда обійшла суперників із Донецька та стала бронзовим призером змагань, а Фінкель став кращим бомбардир дніпрян.
На межі тисячоліть закінчив виступи в Україні, провівши останній сезон у Черкасах. Всього за свою 14-річну кар'єру гравця на клубному рівні зіграв 347 офіційних матчів в усіх турнірах, в яких відзначився 104 голами.
У складі збірної України провів 4 матчі. Єдиний гол за національну команду провів у дебютному матчі 26 серпня 1994 року у матчі проти збірної ОАЕ.
Після завершення кар'єри в Україні переїхав жити до Німеччини, спочатку був гравцем, а потім і тренером в командах нижчих ліг. Також пробував себе в ролі футбольного судді.

## Досягнення
«Буковина» (Чернівці)
- Переможець чемпіонату СРСР у другій лізі: 1990
- Срібний призер Першої ліги України: 1996
- Найкращий бомбардир «Буковини» у чемпіонаті України: 1993 (7 голів), 1994 (12 голів), 1996 (20 голів)

«Дніпро» (Дніпропетровськ)
- Фіналіст Кубка України: 1995
- Бронзовий призер чемпіонату України: 1995
- Найкращий бомбардир «Дніпра» у чемпіонаті України: 1995 (9 голів)

«Нива» (Вінниця)
- Найкращий бомбардир «Ниви» у чемпіонаті України: 1998 (17 голів)

ФК «Черкаси»
- Бронзовий призер Першої ліги України: 2000